# Батерст, Бен (губернатор Гибралтара)
Лейтенант-генерал сэр Бенджамин Джон Батерст (англ. Benjamin John Bathurst, английское произношение: [ˈbæθəst]; род. 15 апреля 1964, Хейзлмир, Суррей, Англия) — отставной старший офицер британской армии. В настоящее время занимает должность губернатора Гибралтара, заменив сэра Дэвида Стила в июне 2024 года.

## Ранняя жизнь
Батерст родился 15 апреля 1964 года в Хейзлмире, Суррей, Англия. Является сыном адмирала флота сэра Бенджамина Батерста. Получил образование в Итонском колледже, школе для мальчиков в Беркшире. Учился в Университете Бристоля, который окончил со степенью бакалавра наук в 1986 году, и в Университете Крэнфилда, который окончил со степенью магистра искусств в 1996 году.

## Губернатор Гибралтара
4 марта 2024 года было подтверждено, что Батерст станет губернатором Гибралтара в июне 2024 года. Был приведён к присяге 4 июня 2024 года.